# Az Oregon Ducks atlétikai igazgatóinak listája
Az Oregoni Egyetem Testnevelési Tanszékének jelenlegi hierarchiája 1947 óta áll fenn; a tanszéket az atlétikai igazgató irányítja, a társigazgatók az ő beosztottjai. Három egykori amerikaifutball-vezetőedző (Len Casanova, Rich Brooks és Mike Bellotti) is betöltötte az igazgatói pozíciót. 2010. július 15-e óta Rob Mullens az atlétikai igazgató.

## Lista
| Név | Aktív évek | Alma mater                              | Jelenlegi pozíció                        | Jelentős eredmények |
| --- | ---------- | --------------------------------------- | ---------------------------------------- | --- |
| Leo Harris† | 1947–1967  | Stanford Egyetem                        | Elhunyt                                  | Nemzeti atlétikai bajnokság (1962, 1964, 1965) Az Autzen Stadion építése |
| Len Casanova‡ | 1967–1970  | Santa Clara-i Egyetem                   | Elhunyt                                  | Nemzeti atlétikai bajnokság (1970) |
| Norv Ritchey | 1970–1975  | –                                       | –                                        | Nemzeti terepfutó-bajnokság (1971, 1973, 1974) |
| Pete Wingert | 1975–1976  | –                                       | –                                        | – |
| John Caine | 1976–1981  | –                                       | –                                        | Nemzeti terepfutó-bajnokság (1977) |
| Rick Bay | 1981–1984  | Michigani Egyetem                       | Visszavonult                             | Nemzeti terepfutó-bajnokság (1983) |
| Bill Byrne† | 1984–1992  | Idahói Állami Egyetem                   | Visszavonult                             | – |
| Rich Brooks‡ | 1992–1994  | Oregoni Állami Egyetem                  | Visszavonult                             | – |
| Dan Williams | 1994–1995  | Oregoni Egyetem                         | Visszavonult                             | – |
| Bill Moos | 1995–2007  | Washingtoni Állami Egyetem              | A Nebraskai Egyetem atlétikai igazgatója | – |
| Pat Kilkenny | 2007–2009  | Oregoni Egyetem (nem szerzett diplomát) | A K2 Insurance Services LLC alapítója    | Nemzeti terepfutó-bajnokság (2007, 2008) A baseballcsapat újraalapítója A Matthew Knight Aréna és a PK Park építése                                                                                       |
| Mike Bellotti‡ | 2009–2010  | Kaliforniai Egyetem (Davis)             | Az EPSN elemzője                         | Nemzeti atlétikai bajnokság (2009) |
| Rob Mullens | 2010–      | Nyugat-virginiai Egyetem                | Hivatalban                               | Nemzeti atlétikai bajnokság (2010, 2011, 2012, 2013, 2014, 2015) Nemzeti terepfutó-bajnokság (2014) A John E. Jaqua Hallgatói Sportközpont, a Hatfield–Dowlin Komplexum és a Jane Sanders Stadion építése |
| Jelmagyarázat: Az egyetemi amerikaifutball-dicsőségcsarnok tagja (†Ügyintéző \| ‡Edző \| #Játékos) Az egyetemi dicsőségcsarnok tagja (†Ügyintéző \| ‡Edző \| #Játékos) |            |                                         |                                          | |

## Fordítás
- Ez a szócikk részben vagy egészben  a   List of Oregon Ducks athletic directors című angol Wikipédia-szócikk ezen változatának fordításán alapul.  Az eredeti cikk szerkesztőit annak laptörténete sorolja fel. Ez a jelzés csupán a megfogalmazás eredetét és a szerzői jogokat jelzi, nem szolgál a cikkben szereplő információk forrásmegjelöléseként.